# Bill Carrothers
Bill Carrothers (* 13. Juli 1964 in Minneapolis) ist ein US-amerikanischer Jazz-Pianist.

## Leben und Wirken
Carrothers begann seine Musikerkarriere als Teenager, als er mit lokalen Bands in seiner Heimatstadt spielte und sein Debütalbum The Artful Dodger aufnahm. 1988 zog er nach New York City. In den 1990er Jahren spielte er mit Bill Stewart (Snide Remarks, Telepathy), Ira Sullivan, Jay Eppstein, Scott Colley, Wendy Lewis und Herwig Gradischnig; 1997 wirkte er an Dave Douglas’ Album Moving Portrait mit. 1999 entstand für Birdology ein Duoalbum mit Bill Stewart. In Trio-Besetzung mit Stewart und dem Saxophonisten Anton Denner nahm er 2002 sein Album Ghost Ships auf; 2003/04 entstanden 14 Improvisationen, die Carrothers in Triobesetzung für das Album Shine Ball aufnahm. Außerdem entstand 2005 ein Album im Duett mit dem Pianisten Marc Copland (No Choice, 2005). Mit seiner regulären Gruppe erschienen auf dem Label Pirouet die AlbenI Love Paris (2005), Keep Your Sunny Side up (2007), Joyspring (2009) und Castaways (2012);  Trioaufnahmen mit Bill Stewart und Gary Peacock aus dem Jahr 1992 wurden dort 2008 veröffentlicht (Home Row).

Sein Album Duetts with Bill Stewart (1999) wurde u. a. mit dem Deutschen Schallplattenpreis ausgezeichnet.

## Diskographische Hinweise
- Home Row (Pirouet, 1992/ed. 2008)

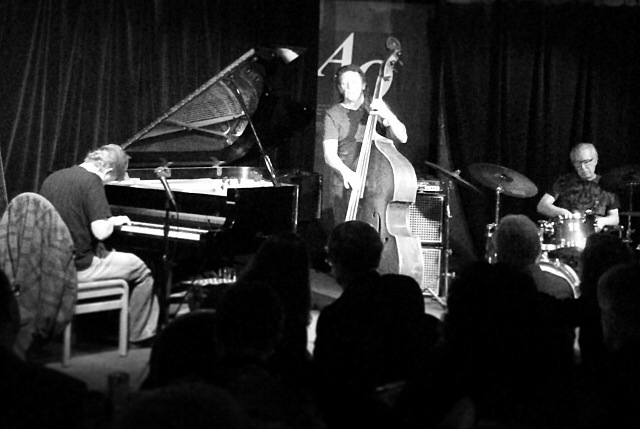
Bill Carrothers mit Billy Peterson und Kenny Horst im Artists’ Quarter in St. Paul, Minnesota 2013

- The Blues and The Greys (BridgeBoy 1993, solo)
- After Hours Vol. 4 (Go Jazz 1998, mit Billy Peterson, Kenny Horst)
- Swing Sing Songs (Birdology, 2000; mit Nicolas Thys, Dré Pallemaerts)
- Ghost Ships (Sketch 2002)
- Show Ball (Fresh Sound Records 2004, mit Gordon Johnson, Dave King)
- Civil War Diaries (Bridgeboy Music 2005, solo)
- Jean-Marc Foltz / Matt Turner / Bill Carrothers: To the Moon (Ayler Records, 2010)
- Family Life (Pirouet, 2011)
- Love and Longing (La Buisonne, 2013)
- Red Planet with Bill Carrothers (2017)